# Of Monsters and Men
Of Monsters and Men je pětičlenná indie folk/indie pop skupina z Islandu založená roku 2010. Členové jsou Nanna Bryndís Hilmarsdóttir (zpěv/kytara), Ragnar "Raggi" Þórhallsson (zpěv/kytara), Brynjar Leifsson (kytara), Arnar Rósenkranz Hilmarsson (bubny) a Kristján Páll Kristjánsson (basa).
Během turné v roce 2012 se ke skupině přidala hráčka na trumpetu Ragnhildur Gunnarsdóttir.
Skupina má několik alb mezi které patří například My Head Is an Animal (září 2011) a nebo CD s rozšířenými nahrávkami Into the Woods (prosinec 2011).
Píseň z alba My Head Is an Animal jménem Dirty Paws je na soundtracku k filmu Walter Mitty a jeho tajný život z roku 2013, režie a titulní role Ben Stiller.
Skupina má několik úspěšných singlů: Little Talks, Dirty Paws, Mountain Sound a další.

## Diskografie
Studiová alba
- My Head Is an Animal (2011)
- Beneath the Skin (2015)
- Fever Dream (2019)